# Appellationsgericht Cöslin
Das Appellationsgericht Cöslin war zwischen 1849 und 1879 ein preußisches Appellationsgericht mit Sitz in Cöslin.

## Geschichte
Die „Verordnung über die Aufhebung der Privatgerichtsbarkeit und des eximierten Gerichtsstandes sowie über die anderweitige Organisation der Gerichte“ vom 2. Januar 1849 hob dann auch die Patrimonialgerichtsbarkeit auf. Gleichzeitig wurde das Appellationsgericht Cöslin geschaffen. Dem Appellationsgericht Cöslin waren die Kreisgerichte nachgelagert, die grundsätzlich je Landkreis eingerichtet wurden. Dem Appellationsgericht Cöslin war das Oberappellationsgericht Berlin übergeordnet.
Mit den Reichsjustizgesetzen wurden die Gerichte im Deutschen Reich vereinheitlicht. Das Appellationsgericht Cöslin wurde 1879 aufgehoben. Neu eingerichtet wurden nun das Oberlandesgericht Stettin und das Landgericht Cöslin. 

## Sprengel
Der Sprengel des Appellationsgerichtes Cöslin umfasste den Regierungsbezirk Cöslin ohne einen Teil des Kreises Dramburg und mit einem Teil des Kreises Arnswalde aus dem Regierungsbezirk Frankfurt. Es bestanden dort 9 Kreisgerichte in 4 Schwurgerichtsbezirken.
| Kreisgericht            | Sitz       | Schwurgerichtsbezirk | Gerichtskommissionen                                            |
| ----------------------- | ---------- | -------------------- | --------------------------------------------------------------- |
| Kreisgericht Belgard    | Belgard    | Cöslin               | Gerichtskommissionen in Cörlin, Polzin                          |
| Kreisgericht Bütow      | Bütow      | Stolp                | Gerichtskommission in Rummelsburg                               |
| Kreisgericht Cöslin     | Cöslin     | Cöslin               | Gerichtskommissionen in Bublitz, Zanow                          |
| Kreisgericht Colberg    | Colberg    | Cöslin               |                                                                 |
| Kreisgericht Dramburg   | Dramburg   | Neustettin           | Gerichtskommissionen in Callies, Falkenburg, Schivelbein        |
| Kreisgericht Lauenburg  | Lauenburg  | Stolp                |                                                                 |
| Kreisgericht Neustettin | Neustettin | Neustettin           | Gerichtskommissionen in Bärwalde, Ratzebuhr, Tempelburg         |
| Kreisgericht Schlawe    | Schlawe    | Stolp                | Gerichtsdeputation in Rügenwalde, Gerichtskommission in Pollnow |
| Kreisgericht Stolp      | Stolp      | Stolp                |                                                                 |